# Wippermühle

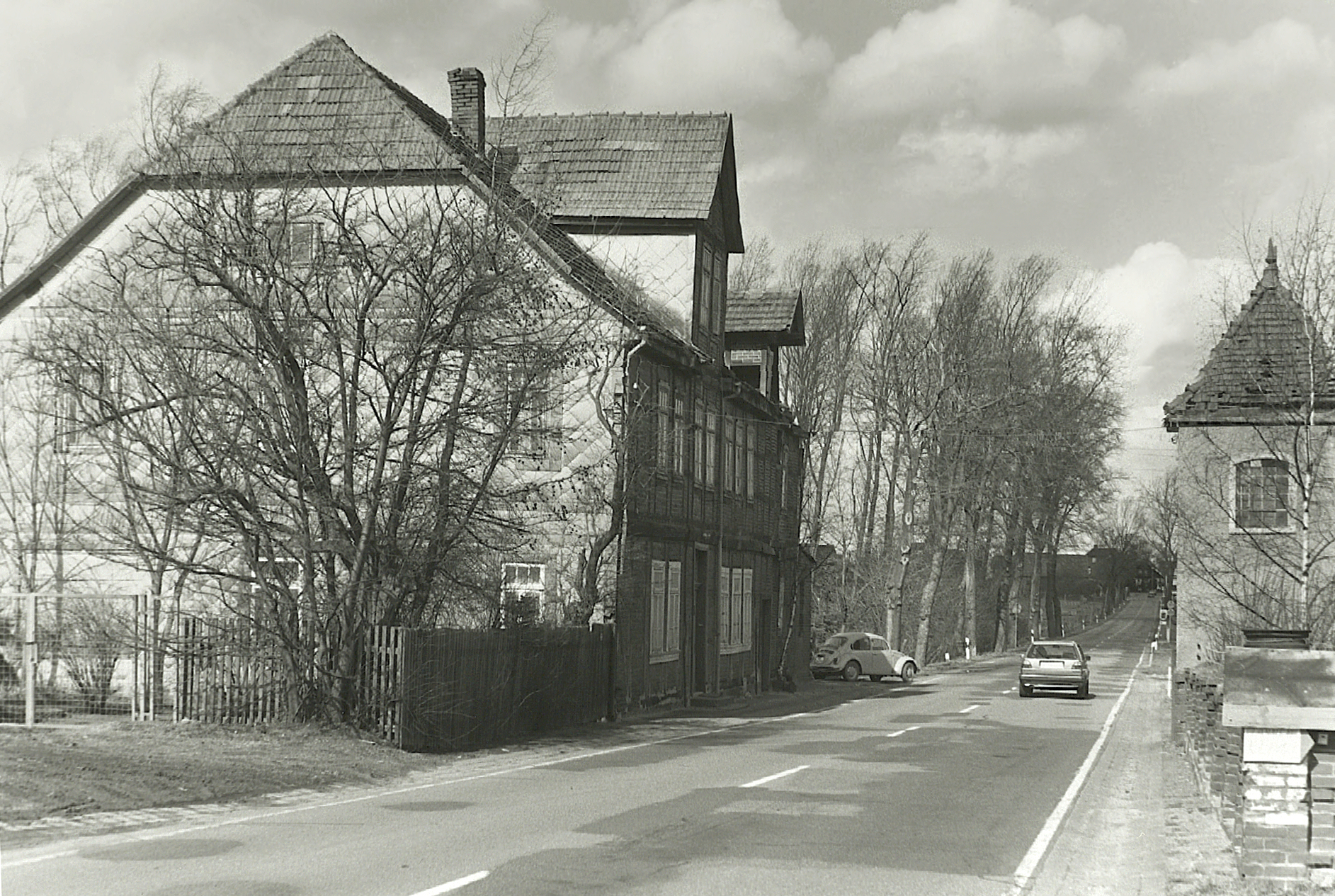
Wippermühle, links das frühere Mühlengebäude, 1986

Die Wippermühle ist eine ehemalige Wassermühle in Wolfsburg an der Grenze zur Gemeinde Rühen im Landkreis Gifhorn, die  1936 ihren Betrieb einstellte. Die 1366 erstmals urkundlich erwähnte Mühle bestand seit dem Mittelalter in der geschichtlichen Landschaft des Vorsfelder Werders. Angetrieben wurde sie von der Wipperaller als Abfluss des früheren Wipperteichs.

## Lage

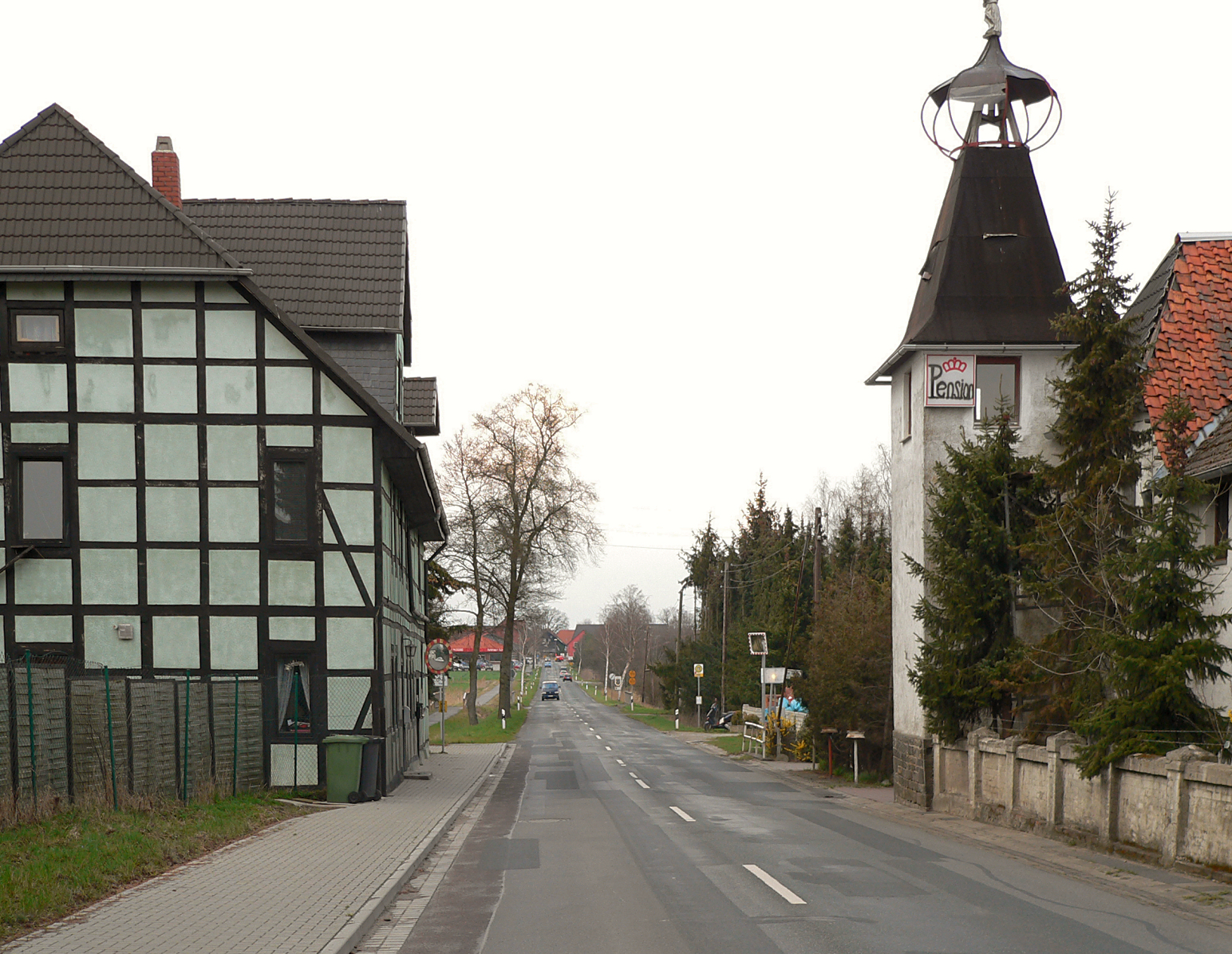
Blick in Richtung Brechdorf, 2005

In früheren Jahrhunderten lag die Mühle abseits der Verkehrswege. Die damalige Heerstraße Vorsfelde–Brome führte mehrere hundert Meter westlich an ihr vorbei. Seit der Verlegung der Straße etwa im 19. Jahrhundert führt sie mitten durch den Hof der Mühle hindurch, die aus je einem Gebäude auf jeder Straßenseite besteht. Auf Karten des 19. Jahrhunderts sind noch mehrere Gebäude in Form einer kleinen Ansiedlung erkennbar. Heute sorgt die Landstraße von Wendschott nach Brechtorf für einen starken Durchgangsverkehr an der damaligen Wassermühle, die noch zu Wolfsburg-Wendschott gehört.

## Name
Der Name Wippermühle stammt von dem sie antreibenden Gewässer, der Wipperaller. Diese Bezeichnung ist aus dem unterhalb liegenden Fluss Aller, in den sie mündet, und dem Wort Wipper zusammengesetzt. Wipper stammt vom altslawischen Wort vepri für Eber. Der bis ins Mittelalter auch auf dem Vorsfelder Werder ansässige slawische Stamm der Wenden benannte vielfach Ort und Gewässer aus der eigenen Sprache.

## Mühle

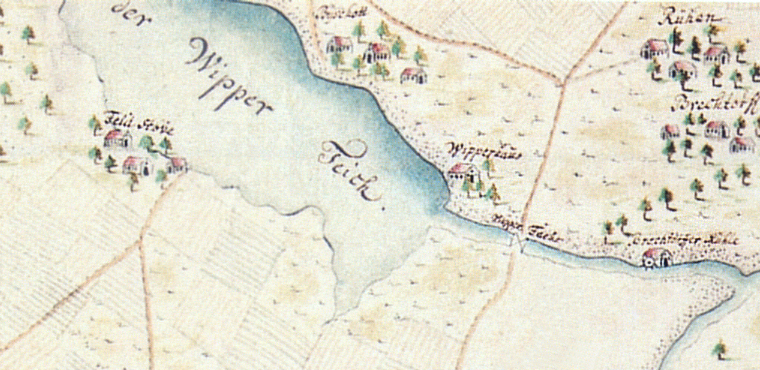
Die Wippermühle 1745 (rechts), als Brechtorfer Mühle bezeichnet

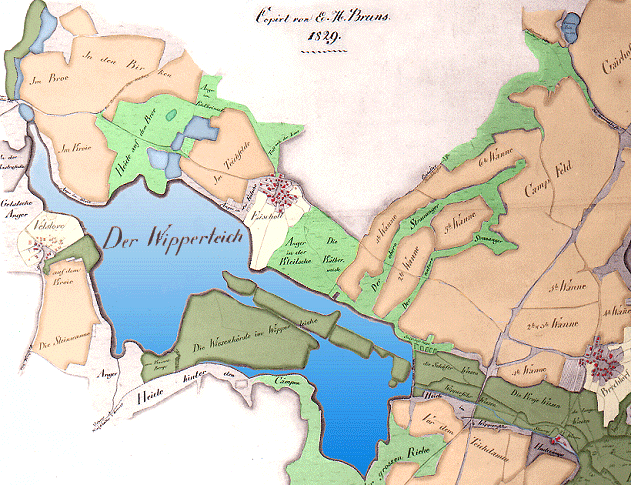
Der Wipperteich (1829) trieb die Wippermühle (roter Punkt im rechten Bildbereich unten) an

Die Mühle bestand seit dem Mittelalter als Wassermühle, die von der Wipperaller angetrieben wurde. Bei dem Gewässer handelt es sich um einen Bach, der sich auf dem Rücken des Vorsfelder Werders bei Hoitlingen entspringt. Er entwässert noch heute bei geringem Gefälle die großflächige Senke des Wipperteichs und fließt zum Drömling hinunter. Nach etwa 11 km mündet die Wipperaller in die Aller bei Vorsfelde. Da die Wipperaller ein nur wenig Wasser führender Bach ist, ist anzunehmen, dass der Wipperteich schon früh im Mittelalter angestaut wurde. Sein Teichablauf ermöglichte einen ganzjährigen Mühlenbetrieb auch in niederschlagsarmen Zeiten. 1841 wurde der Teich jedoch trockengelegt.

## Geschichte
Die erste urkundliche Erwähnung der Wippermühle findet sich 1366 in einem Abgabenverzeichnis der Stadt Braunschweig, in dem es heißt: De mole up deme wipperbeke ghift VI.sol (Die Mühle am Wipperbach gibt 6 Schillinge). Die Dörfer des Vorsfelder Werders leisteten derzeit Abgabenzahlungen an die Stadt Braunschweig, die den Werder vom Herzog Wilhelm von Braunschweig-Lüneburg als Pfand erhalten hatte.
Im Dreißigjährigen Krieg, der auch über den Vorsfelder Werder mit Plünderungen, Verwüstungen und Hungersnöten hinweg zog, fiel die Wassermühle zusammen. 1654 wird sie wieder in einem Leihvertrag genannt. Der Mühlenbesitzer Heinrich Wippermüller borgte er sich sechs Jahre nach Kriegsende vom Vorsfelder Bürger Hans Hoppe 30 Taler zum Wiederaufbau und zahlte den Zins mit Viehweidung auf seinen Wiesen. 1658 wurde in den Akten notiert, dass der Müller für seine Mühle 25 Groschen Hauszins, die damalige Grundsteuer, zahlte. Ab 1674 wird der Müller laufend gemahnt, die Wipperaller von Pflanzenwuchs freizuhalten und 1709 dafür ernsthaft verwarnt. 1850 brannte die Mühle nieder und wurde 50 Meter weiter südlich an der heutigen Stelle wieder aufgebaut. 1936 wurde die Mühle stillgelegt. Elektrisch betriebene Mühlen waren profitabler. Nach dem Ende des Zweiten Weltkrieges töteten 1945 ehemalige Zwangsarbeiter den letzten Müller nahe seiner Mühle, als sie plünderten.